# ماري دولوريس أغيلار
ماري دولوريس أغيلار (كاستويرا، 1958) سياسية اشتراكية إسبانية. حاصلة على دكتوراه في السياسة وعلم الاجتماع من جامعة كومبلوتنسي بمدريد. شغلت منصب النائب الثاني لرئيس الشؤون الاقتصادية ووزارة الاقتصاد والتجارة والابتكار في حكومة إكستريمادورا الإقليمية من 2007 إلى 2011. كما شغلت مناصب أخرى خلال مسيرتها السياسية:
- مدير عام هجرات المجلس العسكري لإكستريمادورا (2001-2003).
- نائب بطليوس في جمعية إكستريمادورا (2007-2011).
- مستشار الاقتصاد والتجارة والابتكار لمجلس إكستريمادورا (2007-2011).